# Newburyport
Newburyport és una població dels Estats Units a l'estat de Massachusetts. Segons el cens del 2007 tenia 17.144 habitants.

## Demografia
Segons el cens del 2000, Newburyport tenia 17.189 habitants, 7.519 habitatges, i 4.428 famílies. La densitat de població era de 792 habitants/km².
Dels 7.519 habitatges en un 25,9% hi vivien nens de menys de 18 anys, en un 47,7% hi vivien parelles casades, en un 8,5% dones solteres, i en un 41,1% no eren unitats familiars. En el 33,1% dels habitatges hi vivien persones soles el 9,7% de les quals corresponia a persones de 65 anys o més que vivien soles. El nombre mitjà de persones vivint en cada habitatge era de 2,24 i el nombre mitjà de persones que vivien en cada família era de 2,9.
Per edats la població es repartia de la següent manera: un 20,7% tenia menys de 18 anys, un 4,4% entre 18 i 24, un 32,7% entre 25 i 44, un 28,2% de 45 a 60 i un 14% 65 anys o més.
L'edat mediana era de 41 anys. Per cada 100 dones de 18 o més anys hi havia 82,9 homes.
La renda mediana per habitatge era de 58.557 $ i la renda mediana per família de 73.306$. Els homes tenien una renda mediana de 51.831 $ mentre que les dones 37.853$. La renda per capita de la població era de 34.187$. Entorn del 8% de les famílies i el 2% de la població estaven per davall del llindar de pobresa.

## Poblacions més properes
El següent diagrama mostra les poblacions més properes.

## Fills il·lustres
- Robert S. Mulliken (1896 - 1986) físic i químic, Premi Nobel de Química de l'any 19666.